# Юбилейный (Саратов)
Посёлок Юбилейный — микрорайон компактного проживания в Волжском районе города Саратова без развития производственных структур. Расположен в районе с хорошей экологией, вдали от промышленных предприятий. Является типичным спальным районом.

## Географическое положение
Посёлок Юбилейный находится в северной части города Саратов и расположен на окраине Волжского района.

## История
Посёлок Юбилейный в середине 1980-х годов спроектировал Российский институт градостроительства и инвестиционного развития «Гипрогор». С тех пор и до настоящего времени в поселке ведется массовое строительство жилья.
Название «Юбилейный» посёлку дали в 1990 году в честь большого юбилея — 400-летия основания города Саратова.
31 декабря 1998 года была открыта МУЗ «Городская поликлиника № 20».
В 1999 году была открыта МОУ «Гимназия № 7», которая затем дважды (в 2006 и 2007 годах) становилось победителем всероссийского конкурса «Лучшие образовательные учреждения, внедряющие инновационные образовательные технологии» в рамках приоритетного национального проекта «Образование».
В 2008 году было начато строительство дороги, соединившей два динамично развивающихся поселка Юбилейный и Солнечный. 30 октября 2009 года состоялось открытие первой очереди автодороги. Окончательное строительство было завершено в 2011 году.
17 сентября 2012 года состоялось торжественное открытие ФОК с двумя бассейнами и игровым залом.

## Улицы
- Державинская
- Шевыревская
- Братьев Никитиных
- Усть-Курдюмская
- Менякина (в честь архитектора Ю. И. Менякина)
- Газовая
- Саловская
- Самойловская
- 1-й проезд Скоморохова
- Воскресенская
- Скоморохова
- Уютная
- Фёдоровская
- Хрустальная

## Учреждения и объекты
- МОУ «Лицей № 107»
- МОУ «Средняя общеобразовательная школа № 66 им. Н. И. Вавилова»
- МОУ «Гимназия № 7»
- Городское отделение почтовой связи № 18 (ул. Усть-Курдюмская, 11)
- Мясокомбинат «Юбилейный» (совхоз Комбайн, зд. 50)
- МУЗ «Городская поликлиника № 20» (ул. Усть-Курдюмская, 3)
- ФК «Republika» (ул. Усть-Курдюмская, 9А)[9]
- ТРЦ «Синий кит» (ул. Усть-Курдюмская, 9А)[10]
- Супермаркет «Палитра вкусов»
- Супермаркеты и гипермаркет «Гроздь»
- Супермаркеты «Магнит»
- Супермаркет «Спутник»
- Физкультурно-оздоровительный комплекс
- Отделения банка «Экспресс Волга»[11] , «ВТБ 24», «НВК Банк», «Сбербанка»
- Отделение Всероссийского Общества Автомобилистов[12]
- Торговый комплекс «Квадро» (Фитнес клуб «Alex Fitness», супермаркет «Магнит»)
- Магазин «Моя книга» (ул. Усть-Курдюмская, 4)
- Спортивно-оздоровительный центр «CROSSPOINT» (ул. Усть-Курдюмская, 4А)[13]
- Торговый Центр «ICE» (ул., Усть-Курдюмская, 1А)
- Чайный клуб Green Light cafe&shop (ул., Усть-Курдюмская, 1А, ТЦ АЙС, 2 этаж)[14]

## Общественный транспорт
С центром города налажено хорошее транспортное сообщение.

### Маршрутные такси
- № 31 (пос. Юбилейный — СГТУ)
- № 45 (Октябрьское ущелье — пос. Иволгино)
- № 52 (Филармония — пос. Юбилейный)
- № 94 (пос. Юбилейный — Крытый рынок)
- № 95 (пос. Иволгино — Предмостовая площадь)

& 72 ( Цветочный - Ж/Д Вокзал)
& 4 ( Юбилейный - Перенатальный центр)
& 5 (Юбилейный - 2 гор. больница)

### Автобусы
- № 2Д (ООО «Саратоворгсинтез» — пос. Юбилейный)
- № 90 («Леруа Мерлен» — Крекинг)[15]

## Административное положение
Микрорайон относится судебному участку № 2 Волжского района города Саратова. В 2010 году микрорайон попал в Избирательный округ № 1.